# 宗田聡
宗田 聡（そうだ さとし、1963年10月1日 - ）は、日本の産婦人科医師、医学者。医学博士（筑波大学・1996年）。広尾レディース 院長、茨城県立医療大学 客員教授。専門は周産期診断など。
著書に『31歳からの子宮の教科書』 、『これからはじめる周産期メンタルヘルス』などがある。

## 略歴
- 1963年 - 東京都文京区生まれ。父親の転勤で小学校を4校転校（水戸市、阿見町、仙台市、土浦市）。
- 1982年 - 茨城県立水戸第一高等学校卒業。
- 1988年 - 筑波大学医学専門学群卒業[4]。
- 1992年から1996年、筑波大学大学院博士課程・遺伝医学教室にて濱口秀夫教授、有波忠雄教授に師事。
- 1996年から筑波大学で講師を務め、臨床、研究、教育に従事。
- 1999年、文科省在外研究員としてタフツ大学にて遺伝医学教室にて Diana W. Bianchi 教授の特別研究員となる。帰国後、母校で再び講師を勤める[5]。
- 2004年 - 水戸済生会総合病院産婦人科部長、茨城県周産期センター長、筑波大学産婦人科臨床准教授に就任。
- 2012年 - 広尾レディースを開院し院長を務める[3]。
- 2021年　国内最大の産後ケアホテル「マームガーデン葉山」医療監修 宗田聡

日本産科婦人科学会専門医、臨床遺伝専門医・指導医、アメリカ人類遺伝学会 (ACMG) Affiliate Members、FMF (Fetal Medicine Foundation) 認定ライセンス。現在、医療アドバイザーとして医療系企業での監修・アドバイザリーなど多岐にわたって活動している。

## 役職
- 日本周産期メンタルヘルス学会評議員[6]
- 日本遺伝カウンセリング学会評議員[7]
- 産科医療補償制度原因分析委員会委員[8]
- 日本産婦人科医会先天異常委員会委員
- 東京産科婦人科学会評議員
- 東京産婦人科医会代議員
- 茨城県立医療大学客員教授[9]
- 東京慈恵会医科大学産婦人科非常勤講師[3]
- 筑波大学大学院人間総合科学研究科非常勤講師[3]
- 東京都立大学健康福祉学部看護学科非常勤講師[3]
- 出生前検査認証制度等運営委員会　施設認証ワーキンググループ委員
- 一般社団法人 聴診データ研究会理事
- 株式会社Craif Medical Affairs ディレクター
- 株式会社Be-A Japan 医療アドバイザー
- 株式会社プロラボホールディングス　フェムテックグループ医学顧問
- 一般社団法人 日本フェムテックマイスター協会　学術理事

## 所属
所属学会等は以下の通り。
- 日本産科婦人科学会
- 日本周産期メンタルヘルス学会
- 日本周産期・新生児医学会
- 国際出生前診断学会
- 米国臨床遺伝・ゲノム学会
- 日本人類遺伝学会
- 日本遺伝カウンセリング学会
- 日本生命倫理学会
- 日本プライマリ・ケア連合学会
- 米国人類遺伝学会

## 出演

### テレビ
- 日本放送協会（NHK）テレビ『クローズアップ現代』（2010年12月）
- フジテレビ 「とくダネ！」：男女産み分けについて（2012年11月）
- フジテレビ「スーパーニュース」：出生前診断と遺伝カウンセリングについて（2013年2月）
- テレビ東京「L4YOU！プラス」（2013年4月）
- フジテレビ「めざましテレビ」：出産前3Dプリント『天使のかたち』（2013年7月）
- テレビ東京「Letters　-感謝の手紙-」（2013年9月）
- 日本テレビ「news every.」：レディースドックについて（2014年1月）
- 日本放送協会（NHK）テレビ「あさイチ」：産後トラウマ（2014年9月）

### ラジオ
- レインボータウンFM 「上野淳の東京☆夜会」（2017年8月19日）
- interfm（TOKYO 89.7 MHz)  「BI-SU presents BIRD OF THE HEART」（2023年6月27日）

## 著書
宗田聡の著書には以下がある。
- 『現代のエスプリ 遺伝カウンセリング』至文堂、2001年3月、ISBN 978-4784354047
- 『産後うつ病ガイドブック EPDSを活用するために』南山堂、2006年4月、ISBN 4-525-52111-2
- 『ニューイングランド周産期マニュアル 改訂2版』南山堂、2011年4月、ISBN 978-4525337629
- 『産後ママの心と体をケアする本』日東書院本社、2012年3月、ISBN 978-4528019065
- 『31歳からの子宮の教科書』ディスカヴァー・トゥエンティワン、2012年11月、ISBN  978-4-7993-1249-0
- 『不妊治療ステップアップベストガイド』エス・エム・エス、2014年4月、ISBN 978-4-8443-7627-9
- 『これからはじめる周産期メンタルヘルス』南山堂、2017年4月、ISBN 978-4-525-33651-6
- 『EPDS活用ガイド』南山堂、2017年11月、ISBN 978-4-525-33191-7
- 『周産期マニュアル: 胎児疾患の診断から管理まで』